# Ngô Thảo
Ngô Thảo (sinh năm 1941) là nhà lý luận phê bình văn học Việt Nam, được tặng Giải thưởng Nhà nước về Văn học Nghệ thuật vào năm 2012.  

## Tiểu sử
Ngô Thảo (còn có bút danh là Song Nguyệt, Vĩnh Hoàng) sinh ngày 9 tháng 2 năm 1941 tại Vĩnh Nam, Vĩnh Linh, Quảng Trị. Ngô Thảo mồ côi cả cha lẫn mẹ từ năm 6 tuổi.  
Sau khi tốt nghiệp khoa Ngữ văn – Đại học Tổng hợp Hà Nội vào năm 1964, Ngô Thảo về công tác tại Viện Văn học. Từ 1965 đến 1985, ông xung phong vào bộ đội. Ông đã từng chiến đấu ở chiến trường Trị Thiên, làm Trung đội trưởng trinh sát, chính trị viên Đại đội, Trợ lý tuyên huấn Trung đoàn 368. Năm 1971, ông học ở Học viện Chính trị rồi về tạp chí Văn nghệ quân đội, phụ trách mảng lý luận phê bình của Tạp chí, mang quân hàm Thiếu tá.
Năm 1986, Ngô Thảo chuyển ngành về công tác tại Hội Nghệ sĩ Sân khấu Việt Nam. Từ 1989, ông là Ủy viên Ban thư ký (khóa 3). Từ 1994 đến 2004, ông là Phó tổng thư ký thường trực Hội khóa 4 và 5. Đảng ủy viên khối cơ quan Trung ương về công tác tư tưởng. Từ 2001, ông kiêm thêm Tổng biên tập tạp chí Sân khấu, Giám đốc Nhà xuất bản Sân khấu.
Từ năm 2005, ông về hưu sống tại Hà Nội. Có thời gian ông làm Cố vấn nghệ thuật cho Hãng phim Việt - Công ty BHD.
Ông là đảng viên Đảng Cộng sản Việt Nam; hội viên Hội Nhà văn Việt Nam từ năm 1977.

## Sự nghiệp
Ngô Thảo được biết đến là một nhà lý luận phê bình. Ông là nhà lý luận phê bình sắc sảo bậc nhất trong văn đàn, và cũng là người tích lũy được nhiều nhất tư liệu về các nhà văn trong chiến tranh. Ông là tác giả của trên dưới 20 đầu sách, bao gồm lý luận phê bình, biên soạn, ghi chép.
Cuốn sách đầu tiên của ông ra đời năm 1978 là phê bình, tiểu luận “Từ cuộc đời chiến sĩ”. Cho đến năm 2022, ông đã cho ra đời trên dưới 20 đầu sách, bao gồm lý luận phê bình, biên soạn, ghi chép. Cuốn mỏng nhất cũng phải dày độ 500 trang in, cuốn dày nhất cũng phải cả trăm nghìn chữ.
Năm 2011, Ngô Thảo nổi sóng trên văn đàn với cuốn “Dĩ vãng phía trước” (năm 2012, ấn phẩm này được giải nhất của Hội Nhà văn Hà Nội). Là cuốn sách tư liệu văn học liên quan đến chuyện đời, chuyện văn một thuở của nhiều nhà văn, nhà thơ, họa sĩ, nghệ sĩ… trong một giai đoạn lịch sử quan trọng của đất nước. Trong 3 năm lại đây, ông tiếp tục cho ra mắt thêm 4 cuốn sách mới như là những trang sách tri ân Văn nghệ Quân đội gồm 4 tác phẩm: "Nghiêng trong bóng chiều" (NXB Quân đội nhân dân, 2020); "Bốn nhà văn số 4" (NXB Hội Nhà văn, năm 2020); Lặng lẽ những đời văn (NXB Hội Nhà văn, 2021); và tác phẩm mới nhất là "Văn hóa trong phát triển - Văn hóa của phát triển" (NXB Sân khấu, 2022).
Bên cạnh sự nghiệp cầm bút của mình, Ngô Thảo còn được biết đến như là nguồn tư liệu quý giá, người nắm giữ lịch sử của “Nhà số 4” (tên thường gọi vắn tắt của Trụ sở của Tạp chí Văn nghệ Quân đội tại số 4, Lý Nam Đế, Hà Nội).
Ông đã đoạt các giải thưởng văn học: Giải thưởng Hội Nghệ sĩ sân khấu Việt Nam năm 1995 với tác phẩm ''Như cuộc đời''; Giải thưởng Hội Nhà văn Việt Nam năm 2002 với tác phẩm ''Văn học về người lính''; Giải nhất thể loại phê bình của Hội Nhà văn Hà Nội 2012 với tác phẩm: ''Dĩ vãng phía trước'';  Giải B Giải thưởng Hội đồng Lý luận phê bình văn học nghệ thuật Trung ương 2022 với tác phẩm “Lặng lẽ những đời văn”.
Năm 2012, ông được tặng Giải thưởng Nhà nước về Văn học Nghệ thuật với cụm tác phẩm: Văn học về người lính (nghiên cứu, phê bình); Đời người - đời văn (phê bình và tiểu luận).

## Tác phẩm chính
- Từ cuộc đời chiến sĩ (phê bình tiểu luận, 1978)
- Nhà văn viết về nghề văn (biên soạn, 1980)
- Năm tháng chưa xa (sưu tầm, biên soạn, 1985)
- Một tài năng một đời người (viết chung, 1988)
- Toàn tập Nguyễn Ngọc Tấn – Nguyễn Thi (sưu tầm, tuyển chọn, 1996)
- Như cuộc đời (1995)
- Đời người – đời văn (2000)
- Văn học với đời sống – Đời sống văn học (2000)
- Mấy vấn đề của sân khấu Việt Nam trong cơ chế thị trường (2000)
- Văn học về người lính (2002, 2003)
- Mây bay về núi (2007)
- Thao thức với phần đời chiến trận (2009)
- Tiểu luận phê bình văn học (2010)
- Dĩ vãng phía trước (2011)
- Nghiêng trong bóng chiều (2020)
- Bốn nhà văn số 4 ( 2020)
- Lặng lẽ những đời văn (2021)
- Văn hóa trong phát triển - Văn hóa của phát triển (2022).

## Vinh danh
- Giải thưởng Nhà nước về Văn học Nghệ thuật năm 2012.

### Giải thưởng văn học
- Giải thưởng Hội Nghệ sĩ sân khấu Việt Nam năm 1995;
- Giải thưởng Hội Nhà văn Việt Nam năm 2002;
- Giải nhất thể loại phê bình của Hội Nhà văn Hà Nội 2012;
- Giải B Giải thưởng Hội đồng Lý luận phê bình văn học nghệ thuật Trung ương 2022.